# Transports en commun de Stockholm
Les transports en commun de Stockholm consistent en un réseau de bus, de métro, de trains de banlieue, de métro léger, de tramway et de liaisons en bateau vers l'archipel desservant le comté de Stockholm en Suède.  Les bus et réseaux ferrés sont opérés par Storstockholms Lokaltrafik (SL), l'autorité des transports en commun du Grand Stockholm détenue par le Conseil régional du Comté de Stockholm. L'exploitation et l'entretien des divers réseaux de transports en commun sont délégués par SL à divers prestataires de services. Les liaisons en bateau sont pris en charge par Waxholmsbolaget.
La desserte des quatre aéroports de Stockholm (Arlanda, Bromma, Skavsta et Västerås) est effectué par des bus opérés par Flygbussarna auxquels s'ajoute pour l'Aéroport de Stockholm-Arlanda une liaison ferroviaire directe avec le centre de Stockholm fournie par l'Arlanda Express.

## Les systèmes de transport

### Le réseau de bus
Un vaste nombre de lignes de bus dessert le comté de Stockholm, ces bus sont répartis en trois catégories :
- Les Bus bleus du centre-ville ;
- Les Bus bleus de banlieue ;
- Les Bus rouges ;
- Les Servicebuss.

Les Bus bleus effectuent des trajets à l'intérieur de Stockholm ou bien du centre vers les banlieues ou entre banlieues. Les lignes de banlieue jouent un rôle important dans les transports urbains de l'agglomération du fait qu'elles permettent une interconnexion avec les principaux pôles d'échange de l'agglomération et qu'elles relient les banlieues entre elles.  La couleur bleue des bus opérant ces lignes à haut niveau de service leur a donné leur nom et marque ainsi la différence avec la couleur rouge des bus réguliers.
Les lignes de Servicebuss sont spécialement adaptées aux personnes âgées et desservent principalement les zones résidentielles. Sur certaines parties de ces lignes, à la place d'arrêts de bus réguliers, il est possible de faire signe au chauffeur de bus de s'arrêter en levant tout simplement la main. 

### Le métro
Le métro de Stockholm est composé de trois lignes qui se séparent chacune en deux ou trois branches formant en réalité un réseau de sept lignes. 
| Nom         | Lignes      | Terminus de ligne                                                | Longueur | Stations | Tracé |
| ----------- | ----------- | ---------------------------------------------------------------- | -------- | -------- | ----- |
| Ligne bleue | T10 T11     | Kungsträdgården – Hjulsta/Akalla                                 | 25,5 km  | 20       |       |
| Ligne rouge | T13 T14     | Norsborg/Fruängen – Ropsten/Mörby Centrum                        | 41,2 km  | 36       |       |
| Ligne verte | T17 T18 T19 | Åkeshov/Alvik/Hässelby strand – Skarpnäck/Farsta strand/Hagsätra | 41,3 km  | 49       |       |

### Les trains de banlieue
Il existe trois systèmes de train de banlieue répartis en huit lignes desservant Stockholm et sa banlieue. À l'exception du Roslagsbanan qui utilise un écartement des rails de 891 mm (voie étroite), les autres systèmes utilisent des voies normales (1 435 mm).
| Nom                           | Lignes                            | Terminus de lignes                                  | Longueur | Stations | Tracé |
| ----------------------------- | --------------------------------- | --------------------------------------------------- | -------- | -------- | ----- |
| Saltsjöbanan (sv)             | 25, 26                            | Slussen – Saltsjöbaden ; Igelboda – Solsidan        | 18,5 km  | 18       |       |
| Roslagsbanan (sv)             | 27, 28, 29                        | Stockholms östra – Näsbypark/Österskär/Kårsta       | 65,0 km  | 39       |       |
| Pendeltåg (train de banlieue) | 40, 41, 41X, 42X, 43, 43X, 44, 48 | Uppsala C, Södertälje, Märsta, Nynäshamn, Gnesta... | 30 km    | 6        |       |

### Les trains régionaux et intercités
Il y a des trains régionaux et des trains InterCity.

### Le tramway
Il y a quatre lignes de tramway.
| Nom          | Lignes | Terminus de lignes           | Longueur | Stations | Tracé |
| ------------ | ------ | ---------------------------- | -------- | -------- | ----- |
| Spårväg City | 7      | Sergels torg – Waldemarsudde | 3,2 km   | 12       |       |
| Nockebybanan | 12     | Nockeby – Alvik              | 5,7 km   | 10       |       |
| Lidingöbanan | 21     | Ropsten – Gåshaga brygga     | 9,2 km   | 14       |       |
| Tvärbanan    | 22     | Sickla udde – Alvik          | 11,5 km  | 17       |       |

### Le bateau

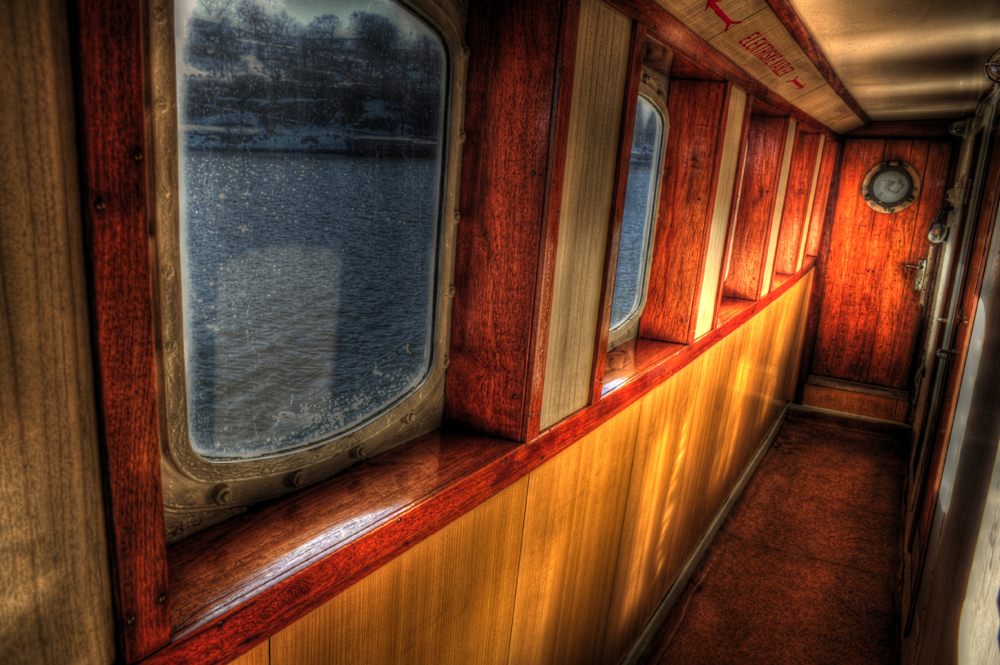
Intérieur d'un bateau de la ligne Djurgårdsfärjan.

Il y a plusieurs lignes de bateau desservant l'archipel de Stockholm, détenues par Waxholmsbolaget. 
La ligne qui dessert le centre ville est Djurgårdsfärjan. Cette ligne dessert les arrêts suivants : Slussen, Gamla stan ; Allmänna gränd, Djurgården ; Skeppsholmen. Les cartes SL sont valides sur le bateau mais pas les coupons. L'achat des tickets à l'unité peut se faire sur le quai, aux arrêts Slussen et Djurgården. Les tarifs : 45 SEK pour un adulte, 30 SEK pour un enfant entre 7 et 19 ans et les plus de 65 ans et gratuit pour les moins de 6 ans .

### Les transports vers les aéroports
Le transport vers les aéroports est assuré par l’Arlanda Express et par les bus Flygbussarna.